# 마사 존스
마사 존스(Martha Jones)는 영국 BBC의 SF 드라마 닥터후와 스핀오프 드라마 토치우드의 등장인물로, 프리마 아저먼이 연기하였다. 닥터후 역사상 최초의 여자 흑인 동행자로서 로즈 타일러 (빌리 파이퍼 분), 도나 노블 (캐서린 테이트)와 함께 10대 닥터의 동행자로 활약한다.
마사 존스라는 등장인물을 설정한 닥터후 총괄프로듀서 러셀 T 데이비스는 2007년 방영된 시즌 3에 등장할 동행자로서 구상되었으며 추후 시즌과 스핀오프 시리즈와의 크로스오버 출연도 염두에 두었다고 밝혔다. 실제로 시즌 3의 주연으로 등장한 뒤 하차한 마사 존스는 <토치우드> 2개 시즌과 더불어 2008년 시즌 4와 2010년 신년 스페셜 "The End of Time"에서도 출연하게 되었다. 이와 함께 2009년 토치우드 시즌 3과 사라 제인 어드벤처에서의 등장도 예정되어 있었으나 배우 프리마 아저먼의 타 작품 출연으로 무산됐다.
작중 마사는 1986년생 의사 견습생으로 자신이 일하던 병원이 사건에 휘말린 것을 계기로 닥터의 시간여행 동행자로 나서게 된다. 닥터와 일 년여간 함께 여행을 다닌 후, 마사는 닥터와의 관계가 짝사랑에 가까울 정도로 본인에게 무심하다는 것을 깨닫고 제발로 닥터의 곁을 떠난다. 지구에서의 일상생활로 돌아온 마사는 약혼남과의 만남과 더불어 의학 학위를 취득하며 의사가 되었고, 초자연현상을 다루는 군사조직 UNIT에 채용되어 또다른 인생에 발을 들인다. 닥터와 함께하는 동안 홀로 세상의 종말도 맞이해 보았던 마사는 이제 프리랜서 외계인 사냥꾼으로서의 활약과 의사로서의 활약 모두에서 인정받게 되었다.

## 행적

### TV 에피소드

#### 시즌 3 (2007년)
마사 존스 역의 프리마 아저먼은 2006년 시즌 2 "Army of Ghosts" 편에 처음으로 출연하였다. 당시 배역은 아데올라 오쇼디 (Adeola Oshodi)라는 토치우드 기관의 직원으로, 시즌 3에 들어와서는 마사의 사촌이라는 설정이 덧붙여졌다.
2007년 시즌 3의 첫번째 에피소드 "Smith and Jones"에서 마사 존스가 처음 등장한다. 자신이 견습생으로 일하던 병원이 달 표면으로 순간이동되자 마사는 닥터 (데이비드 테넌트 분)라는 이름의 외계인 시간여행자와 함께 사건 해결에 나선다. 병원을 제자리에 되돌린 후 닥터는 자신을 도운 것에 대한 보답으로 타임머신 타디스를 타고 함께 시간여행에 나선다. 처음에는 딱 한번만 다녀오는 것이었으나 거듭된 모험 속 마사의 활약으로 그냥 지나가는 승객은 아니라는 점을 인정하고 마사로 진정한 동행자로 받아들이게 되며, "42" 편에서는 마사에게 타디스 열쇠를 건네며 진정으로 신뢰하는 모습을 보인다.
계속되는 여정 속에서 마사는 닥터에게 연정을 품지만, 그런 마음을 닥터는 신경조차 쓰지 않는 모습에 마사는 좌절하게 된다. 특히 닥터가 이전 동행자였던 로즈 타일러 (빌리 파이퍼 분)를 잃은 것을 무마하려고 타디스에 태운 것이 아닐까 걱정스러워한다. "Human Nature" / "The Family of Blood" 편에서 타임로드로서의 기억을 상실한 닥터가 이제는 다른 여자와 사랑에 빠지자, 고통에 빠진 마사는 "닥터는 가서 인간과 사랑에 빠져야 했던 거죠... 그리고 그게 저인 것은 아니었고요"라는 대사를 남긴다.
시즌 마지막화 "The Sound of Drums" / "Last of the Time Lords" 편에서 닥터의 적 마스터 (존 심 분)가 지구를 접수하고 닥터와 닥터의 옛 동행자 캡틴 잭 하크니스 (존 배로먼 분)를 구속하자, 마사는 텔레포트 기기로 탈출해 혼자서 세상을 구하게 된다. 1년 간 마스터의 추적을 피해 전 지구를 헤메고 돌아온 날, 무력해진 닥터를 회복시키고 시간을 되돌려 마스터의 음모를 저지하는 계획을 실행시킨다. 모든 것이 정상으로 되돌아오고 마스터가 지구를 장악한 기간의 기억을 뒤로 한 채, 마사는 타디스를 제발로 떠나게 된다. 그러면서 닥터에게 누군가를 위해 애태우며 인생을 낭비할 수는 없지만, 언젠가는 닥터를 다시 만날 것이라 약속한다. 한편 비슷한 시기 방영된 어린이 애니메이션 시리즈 <The Infinite Quest>에서도 마사가 10대 닥터와 함께 등장하며, 프리마 아저먼 본인이 마사의 성우를 맡았다.

#### 토치우드와 시즌 4 (2008년)
2008년 닥터후 스핀오프 드라마 토치우드 시즌 2에서 주인공 캡틴 잭 하크니스와 함께 총 3편에 걸쳐 등장한다. "Reset" 편에서 처음 등장하게 된 마사는 외계생명체에 관한 전문 의료 인력이 필요했던 캡틴 잭의 결정으로 토치우드 기관의 요원으로 임시 선발된다. 이 시점에서 마사는 의학박사를 취득하고 국제 초자연현상 대응기관 UNIT의 '의료담당관' (medical officer)이 되었다는 사실이 밝혀진다. 마사는 고인이 된 오웬 하퍼 (번 고맨 분)의 뒤를 이어 토치우드 제3기지 (카디프 지부)의 의료 전문가로 잠시 활동하다가 "A Day in the Death" 편에서 오웬이 되살아나면서 직무에 복귀할 수 있게 된 것에 만족하고 토치우드를 떠난다.
2008년 닥터후 시즌 4에서 마사는 "The Sontaran Stratagem" / "The Poison Sky", "The Doctor's Daughter"의 총 3편에 걸쳐 재등장하며, 닥터의 새 동행자 도나 노블 (캐서린 테이트 분)과 처음 만나면서 함께 여행을 다닌다. 첫번째 에피소드에서 더욱 적극적인 모습으로 등장한 마사는 이전에 닥터 곁을 떠나며 건넸던 핸드폰으로 닥터에게 연락하여 손타란의 음모로부터 지구를 구해 달라고 요청한다. 손타란 사건 해결 직후 타디스에 잠시 올랐다가  멋대로 출발해 버린 탓에 의도찮게 외계 행성으로 향하고, 그곳에서 닥터, 도나와 낙오된 채 인간과 끝없는 소모전을 펼치는 해스 종족을 만나 두 종족간의 분쟁 해결에 나선다. 닥터를 다시 만난 뒤 다시 지구에 도착한 마사는 시즌 마지막화 "The Stolen Earth" / "Journey's End" 편에 다시 한번 더 등장한다. 이 때 마사는 UNIT 미국 지부로 발령되어 손타란 기술을 활용한 일급기밀 순간이동 프로젝트를 수행하고 있었다. 지구가 통째로 납치되어 버린 초유의 사태 속에서 마사는 캡틴 잭과 사라 제인 스미스 (엘리자베스 슬레이든 분)와 호흡을 맞추게 되고, 데브로스 (줄리언 블리치 분)가 현실세계를 파괴하겠다는 위협에 맞서 싸우게 된다. 이윽고 데브로스와 직접 대면하게 된 마사는 현실파괴 계획을 무마하고 인류의 고통을 없애기 위해 핵무기를 폭파시켜 지구를 파괴하겠다고 협박하지만, 닥터의 저지로 그만두게 된다. 사태가 해결된 후 마사는 캡틴 잭과 닥터의 옛 동행자 미키 스미스 (노엘 클라크 분)와 함께 타디스를 떠난다. 이때 캡틴 잭이 "UNIT에 있는 것 다시 생각해 봐요... 마사가 할 일이 또 있을 거에요"라며 앞날을 예고한다.
그러나 시즌 4에서의 묘사와는 달리 2009년 방영된 토치우드: 지구의 아이들에서는 배우의 출연 불발로 마사가 등장하지 않는다. 이에 대해서는 작중 주인공들이 UNIT 측 인사와 연락했을 때 마사가 신혼여행을 떠났기 때문이라고 언급된다. 해당 시즌에서는 마사를 대신해 루이스 하비바 (커시 점보 분)라는 등장인물이 새로 소개되고 있다. 2010년 닥터후 신년 스페셜 "The End of Time" 제2부에서는 10대 닥터가 재생성을 앞두고 찾아간 지인들 가운데 마사의 근황도 묘사되었는데, 이미 UNIT을 떠나 정예 군인으로 활동하고 있었다. 시즌 4에서 약혼자가 있었다는 묘사와는 달리 이번엔 미키 스미스와 결혼해 함께 훈련을 받고 있는 모습이다. 닥터는 손타란 저격수로부터 두 사람을 구해내고 마사에게 말없이 작별인사를 건넨다. 크레딧에는 마사 존스가 아닌 마사 스미스-존스 (Martha Smith Jones)로 표기되면서 두 사람의 결혼을 반영해 미키 쪽의 성이 추가되어 있다.

### 가족 관계
마사의 가족으로는 다음과 같이 소개되었으며, 로즈 타일러의 가족과 마찬가지로 간간히 비중 있게 등장한다.
- 프랭신 존스 (Francine Jones, 배우: 아조아 안도) - 마사의 엄마. 마사를 아끼고 있으며, 닥터를 경계한다. 후반부에서는 색슨 씨가 보낸 요원들의 농간에 빠져 닥터를 위험인물로 생각하게 되며, 요원들의 지시에 따라 종종 딸에게 연락하며 행적을 캐묻고, 클라이브가 끌려가는 것을 보고도 끝까지 색슨 측에 협력하려다 함께 체포당하는 신세가 된다.
- 클라이브 존스 (Clive Jones, 배우: 트레버 레어드) - 마사의 아빠. 프랭신과는 이혼한 관계지만, 마사와 연락하거나 리오의 생일파티에 참석하는 등 자식들과는 관계를 이어가고 있다. 여자친구로 아날리스가 있으며 프랭신과 갈등을 빚고 있다.[2] 마스터가 색슨 총리가 된 뒤, 프랭신과 함께 집으로 끌려와 마사를 전화로 유인하려다가 양심에 못 이겨 도망치라고 외치고 체포된다.
- 티시 존스 (Tish Jones, 배우: 구구 음바타로) - 마사의 여동생. 라자러스 연구소의 비서 겸 연구원으로 일하고 있으며 교수의 회춘 시연회에 마사와 엄마, 리오를 초대했다가 DNA 폭주 사태에 휘말린다.
- 리오 존스 (Leo Jones, 배우: 레지 예이츠) - 마사의 남동생.

마사의 가족들은 시즌 12화 "The Sound of Drums" 편에서 전원 체포되어 마스터의 시종이 되었으나, "Last of the Time Lords" 편에서 1년이 흐르고 돌아온 마사가 닥터의 기력을 되살리고 마스터를 저지하면서 해방된다.

## 특징

### 설정
2006년 7월 5일 BBC는 보도자료를 통해 로즈 타일러 (빌리 파이퍼 분)의 뒤를 이을 차기 동행자로 '마사 존스'를 처음으로 소개하였다. 마사 존스는 2008년 23살 의대생으로, 초안에는 1914년 출신이라는 설정이었다. 가족이라곤 엄마 혼자뿐이었던 로즈와는 달리 마사는 엄마 프랭신, 아빠 클라이브, 여동생 티시, 남동생 리오를 가족으로 두고 있다는 설정도 공개되었다. 그럼에도 배우 프리마 아저먼은 마사가 "정말 독립적인" 성격이라며 혼자 살면서 의사과정을 거의 다 밟은 상황이라고 밝혔다. 남자친구가 따로 없다는 설정인데, 이에 대해서 일각에서는 레즈비언이 아니냐는 루머도 있었으나 작가 러셀 T 데이비스가 부인했다. 한편으로 신체적으로 강한 것으로 묘사되는데 이는 배우 프리마 아저먼이 무술 실력을 갖춘 것이 영향을 미치지 않았겠느냐는 추측도 존재한다. 로즈와 마찬가지로 마사 역시 런던 출신인데, 이에 대해서는 런던 사람으로 설정하는 것이 영국 국민들에게 있어 상대적으로 '중립적'으로 받아들여지기 때문이라는 분석이다.
시즌 촬영에 앞서 배우 프리마 아저먼은 마사가 로즈보다 나이도 많고 안정된 환경에서 살고 있다고 밝혔다. 또 닥터와 함께 여행하는 것도 어떤 지도나 배움이 필요해서라기보다는 모험 그 자체를 즐기기 위해 동행하는 것이라고 보았다. 그리고 결국에는 마사가 지구로 돌아가서 의사 과정을 수료하길 바란다고 밝혔다. 마사의 가족 역시 로즈네 가족보다 더 잘 사는 계층에 속한 것으로 묘사되는데, 로즈네 가족은 비교적 전형적인 노동계층으로 묘사되는 반면, 마사네 가족은 아버지 클라이브가 벤츠 최신형을 몰고 다니거나 가족들이 정장을 갖춰 입는 등, 중산층이나 중상위 계층에 속한 것으로 보인다.
마사와 마사네 가족의 성이 '존스' (Jones)인 이유는 작가 러셀 T 데이비스가 즐겨 쓰는 성이기 때문이며, 러셀의 다른 작품에서도 '존스'라는 성이 자주 쓰이는 경우가 많다. 닥터후의 해리엇 존스, 토치우드의 얀토 존스와 유진 존스, 마인 올 마인의 얀토 존스, 퀴어 애즈 포크의 스튜어트 앨런 존스가 대표적이다. 러셀은 존스 뿐만 아니라 스미스, 타일러, 하퍼, 하크니스 등의 성을 반복해서 쓰는 이유에 대해 빈 페이지의 캐릭터를 쉽게 파악할 수 있기 때문이라고 밝혔다.